# Tianjia'an
Tianjia'an (en chino, 田家庵; pinyin, Tiánjiā'ān, léase Ching-Ju) es un distrito urbano bajo la administración directa de la Prefectura Huainan en la Provincia de Anhui, República Popular China.  Su área es de 450 km² y su población total para 2010 fue cercana a los 600 mil habitantes. 

## Administración
Desde julio de 2023, el  Distrito Tianjia’an se divide en 14 pueblos que se administran en 9 subdistritos, 4   poblados y 1 villa.